# Aymaria insularis
Aymaria insularis là một loài nhện trong họ Pholcidae. Loài này có ở quần đảo Galapagos.